# Прапор Іллінців (Коломийський район)
Прапор Іллінців — офіційний символ села Іллінці, Коломийського району Івано-Франківської області, затверджений 27 січня 2023 р. рішенням сесії Заболотівської селищної ради.
Автори — А. Гречило та В. Косован.

## Опис
Квадратне полотнище, розділене з верхнього кута від древка по діагоналі на два рівновеликі трикутні поля, на верхньому жовтому біжить червоний крилатий кінь, на нижньому зеленому — три білі квітки черемші.

## Значення символів
Червоний крилатий кінь є символом пророка Іллі, якого вогненна колісниця з крилатими кіньми забрала на небо, а тут виступає як знак, що вказує на назву села. Квітки черемші (цибулі ведмежої — Allium ursinum) уособлюють ботанічний заказник Хомів, підкреслюють красу та багатство місцевої природи.